# Renzo Cigoi
Renzo Cigoi (Trieste, 1931) è uno scrittore italiano.
Ha girato il mondo sulle navi mercantili e ha fatto molti mestieri; è vissuto parecchi anni a Milano dove ha fatto anche il metalmeccanico e il cuoco, e dove negli anni Sessanta era uno dei "ragazzi" che gravitavano nella zona di Brera dove c'era il mitico bar-latteria "Giamaica", punto d'incontro e di ritrovo di poeti, scrittori, musicisti e pittori. Qualcuno ha attribuito a Cigoi molti pregi e talenti, con le sue innovazioni linguistiche e tecnico-narrative e che, alla lontana, potrebbe essere considerato "un continuatore di quel ramo nobile della narrativa breve a quadro universale, la quale tenta esposizioni di verità circolari sull'umanità, e della quale i più recenti campioni sono stati il grande scrittore statunitense Hemingway e l'italiano Vittorio G. Rossi".
Già regista-programmista presso la Sede triestina della Rai, ha al proprio attivo numerose trasmissioni radiofoniche culturali e originali televisivi. È sceneggiatore, pubblicista, poeta, narratore e ha collaborato e collabora con quotidiani e periodici nazionali ed esteri. Ha pubblicato il racconto "Cinegiornale" in "Il Metallurgico", giornale della Fiom di Milano: secondo classificato al Premio di narrativa (1964); "L'uomo a colori", in "Il Centone", Antologia di autori vari(Regione Letteraria, Bologna 1970). Finalista al "Premio Italo Calvino" con il romanzo inedito "Biblion"(1991)."Il satellite di Giove" - prefazione di Valentino Braintenberg, poesie (Campanotto, Udine 1995).Finalista al "Premio Marino Moretti" con "Le tracce del sapiente",carteggio R.Bazlen - G.Voghera (Campanotto, Udine 1995)."Quattrocento domande a un vecchio ebreo triestino - colloqui con Giorgio Voghera" (Semar Editore, Roma 1996). Secondo classificato al Premio Letterario "Carlo Ulcigrai"/Generali 2001, per il racconto lungo "Basso continuo", pubblicato come premio da Ibiskos Editrice di Empoli-Firenze. "Riva dei Capitani" - prefazione di Stelio Mattioni, introduzione di Luciano Morandini, poesie (Campanotto, Udine 2002). Cinque poeti italiani, Antologia di AA.VV. con testo a fronte a cura di Jolka Milic, Ljublijana 2003, (Editrice "Aleph 85"). "Cronologia Sabiana" in Bevo quest'aspro vino. Antologia dal Canzoniere di Umberto Saba. Cura e traduzione di Jolka Milic. Editrice Mladika 2008. "Basso continuo (e altri racconti)" - postfazione di Giorgio Voghera, Edizioni Opposto, Roma 2013."Le vie dei rifugi" poesie, (Talos Edizioni, Castrolibero (CS) 2016). "Cinegiornale" in AA.VV. Meccanoscritto. Edizioni Alegre - 2017. "BIBLION" (romanzo): Endependently  With Amazon Editore, Seatle Usa 2018. "Le pont des invalides" poesie, (Talos Edizioni, Castrolibero (CS) settembre 2019. Poesie e racconti dell'Autore sono stati pubblicati e tradotti in sloveno, romeno, russo e francese.
| Controllo di autorità | VIAF (EN) 29678756 · ISNI (EN) 0000 0000 8108 8331 · SBN RAVV094043 · LCCN (EN) nr97010466 · GND (DE) 14132077X · J9U (EN, HE) 987007584916905171 |